# Íllar
Íllar est une commune de la province d'Almería, Andalousie, en Espagne.

## Géographie

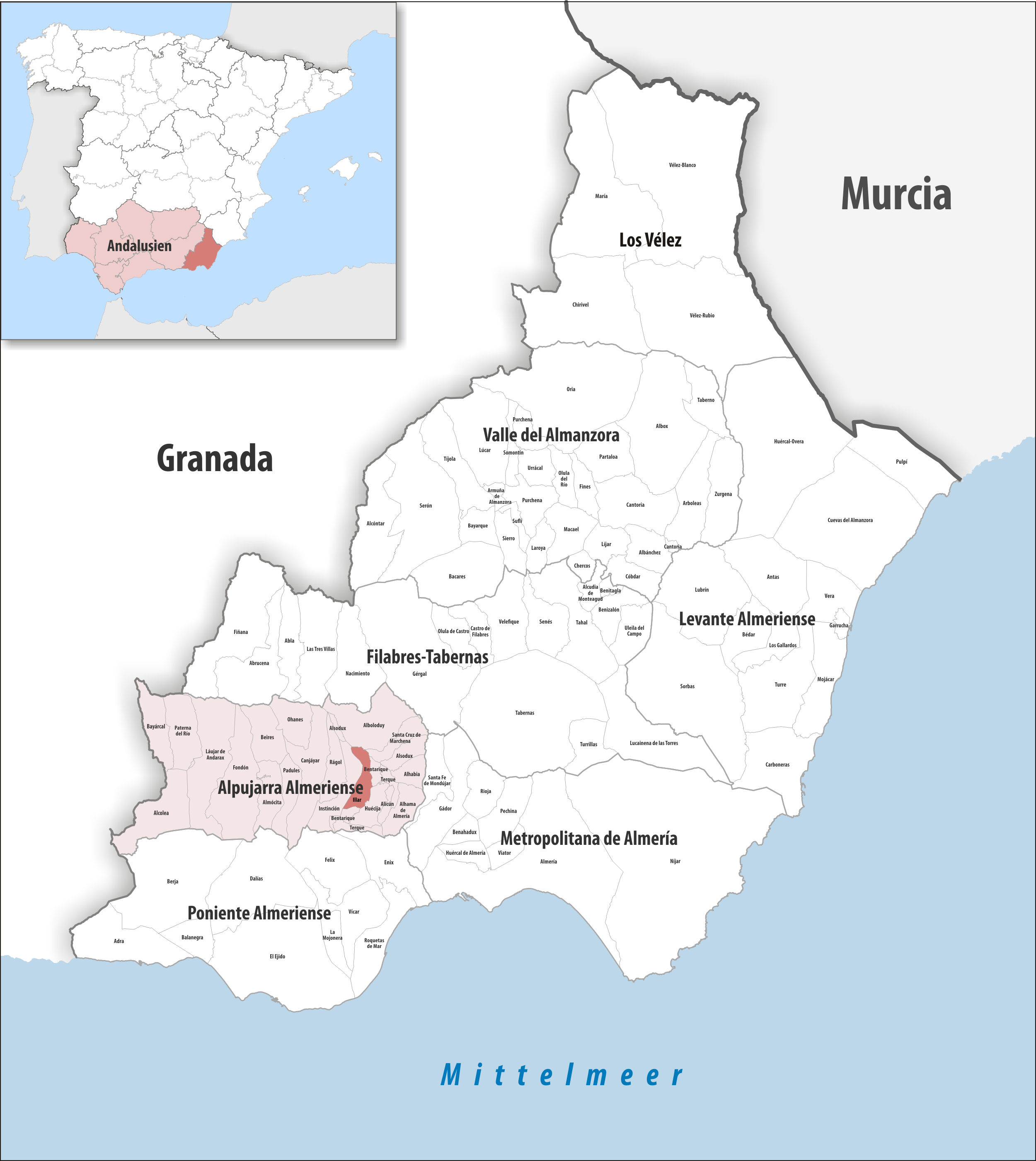
Íllar dans la comarque Alpujarra almeriense, province d'Almería / en Andalousie

### Localisation
La commune d'Íllar se trouve au sud-est de l'Espagne, dans le quart sud-ouest de la province d'Almería et dans la moitié est de la comarque Alpujarra almeriense.
Elle est vers l'extrémité est de la sierra de Gádor, côté nord de la sierra.
Almería est à 31 km sud-est ;
Madrid à 521 km nord ;
Malaga à 231 km ouest ;
Gibraltar à 369 km ouest-sud-ouest (distances par route).
Íllar fait partie de l'Alpujarra, petite région entre la sierra Nevada au nord et la mer Méditerranée au sud, limitée à l'ouest par la sierra de Lujar (es) et à l'est par la sierra de Gádor.

## Économie
Vin de pays Ribera del Andarax
Elle fait partie de la zone couverte par l'appellation « vin de pays » (es) (Vino de la Tierra) Ribera del Andarax (es),
une indication géographique réglementée en 2003. 21 communes en font partie, toutes dans la province d'Almería : 
Alboloduy, 
Alhabia, 
Alhama de Almería, 
Alicún, 
Almócita, 
Alsodux, 
Beires,
Bentarique, 
Canjáyar, 
Enix, 
Felix, 
Gérgal, 
Huécija,
Illar, 
Instinción, 
Nacimiento, 
Ohanes, 
Padules,
Rágol, 
Santa Cruz de Marchena,
Terque.